# Mette Melgaard
Mette Blak Melgaard (født 3. juni 1980 i Rønde) er en tidligere dansk håndboldspiller.
Hun har tidligere spillet for FCK Håndbold, Slagelse DT, Vrold Skanderborg, Århus KFUM og Brabrand IF. Hun har for Slagelse DT bl.a. været med til at vinde Danmarksmesterskabet i 2003, 2005 og 2007, Pokalmester i 2002, hvor hun blev kåret som pokalfighter samt Champions League i 2004, 2005 og 2007. I 2007 var Mette Blak Melgaard på All Star holdet som årets stregspiller i Danmark.
Mette Blak Melgaard har spillet 44 kampe for det Danmarks A-landshold og scoret 62 mål. Hun var bl.a. med til VM i Italien i december 2001, hvor Danmark blev nr. 4.